# Estadi Poliesportiu de Pueblo Nuevo
L'Estadi Poliesportiu de Pueblo Nuevo, també anomenat El Templo Sagrado, és un estadi multiusos de la ciutat de San Cristóbal, Veneçuela.
Va ser inaugurat el dia 11 de gener de 1976 i és la seu del club Deportivo Táchira Fútbol Club. Te una capacitat per a 38.755 espectadors, 38.453 en partits internacionals.

## Copa América 2007
Va ser una de les seus de la Copa Amèrica de futbol de 2007.
| Data       | Hora  | Equp 1    | Res. | Equp 2  | Ronda           |
| ---------- | ----- | --------- | ---- | ------- | --------------- |
| 2007-06-26 | 20.45 | Veneçuela | 2-2  | Bolívia | Grup A          |
| 2007-06-30 | 16.00 | Bolívia   | 0-1  | Uruguai | Grup A          |
| 2007-06-30 | 20.45 | Veneçuela | 2-0  | Perú    | Grup A          |
| 2007-07-07 | 18.00 | Veneçuela | 1-4  | Uruguai | Quarts de final |